# Breutelia aureola
Breutelia aureola är en bladmossart som beskrevs av Bescherelle 1885. Breutelia aureola ingår i släktet gullhårsmossor, och familjen Bartramiaceae. Inga underarter finns listade i Catalogue of Life.